# Червоне (Маріупольський район)
Черво́не — село Маріупольської міської громади Маріупольського району Донецької області, Україна.

## Загальні відомості
Червона знаходиться за 127 км від обласного центра Донецька. Відстань до райцентру становить близько 16 км і проходить автошляхом місцевого значення.

## Населення
За даними перепису 2001 року населення села становило 295 осіб, із них 14,24 % зазначили рідною мову українську та 85,76 % — російську.